# های هات (کنتاکی)
های هات (به انگلیسی: Hi Hat) یک منطقهٔ مسکونی در ایالات متحده آمریکا است که در شهرستان فلوید، کنتاکی واقع شده‌است.‌های هات ۳۱۳٫۹۵ متر بالاتر از سطح دریا واقع شده‌است.